# Мишель-Хайтс (Оттава)
Мишель-Хайтс, англ. Michelle Heights — небольшой район г. Оттава, Онтарио. Расположен в западной части города. Границами района являются Бэйшор-драйв на западе, река Оттава на севере, Пайнкрест-роуд на востоке и Ричмонд-роуд на юге.
Этот район, наряду с несколькими соседними — Британия, Бэйшор, Линкольн-Хайтс и Фостер-парк — славится одним из наиболее высоких уровней преступности в городе и наличием нескольких организованных преступных группировок. Это также один из наиболее бедных районов.
Жилая застройка состоит из частных домов, таунхаусов и многоэтажных высотных зданий. Здесь находится крупный кинотеатр «The Coliseum». Район находится невдалеке от крупного торгового центра Bayshore.